# غيفورد فوكس
غيفورد فوكس (بالإنجليزية: Gifford Fox)‏ هو سياسي بريطاني (وحمل سابقاً جنسية المملكة المتحدة لبريطانيا العظمى وأيرلندا)، ولد في 2 فبراير 1903، وتوفي في 11 فبراير 1959. حزبياً، نشط في حزب المحافظين. في الانتخابات الفرعية في مجلس العموم البريطاني ‏، انتخب عضو برلمان المملكة المتحدة الـ36 عن دائرة هينلي (25 فبراير 1932 – 25 أكتوبر 1935) وفي الانتخابات العامة في المملكة المتحدة 1935 ‏، انتخب عضو برلمان المملكة المتحدة الـ37 عن دائرة هينلي (14 نوفمبر 1935 – 15 يونيو 1945) وفي الانتخابات العامة في المملكة المتحدة 1945 ‏، انتخب عضو برلمان المملكة المتحدة الـ38 عن دائرة هينلي (5 يوليو 1945 – 3 فبراير 1950).